# Beit 'Anan
Beit 'Anan, en arabe : بيت عنان, est un village du gouvernorat de Jérusalem en Palestine. Il est situé au nord-ouest de Jérusalem en Cisjordanie.
Selon le recensement du bureau central palestinien des statistiques, la localité compte une population de 4 210 habitants en 2017.